# Roméo LeBlanc
Roméo-Adrien LeBlanc (Memramcook, 18 dicembre 1927 – Grande-Digue, 24 giugno 2009) è stato un insegnante, giornalista e politico canadese, governatore generale del Canada dal 1995 al 1999.